# Ezechiel
Ezechiel (hebr. ‏יְחֶזְקֵאל‎, Jechezkel, Bóg umacnia) – jeden z proroków większych Starego Testamentu, przez część chrześcijan uważany za świętego, jeden z proroków islamu, autor biblijnej Księgi Ezechiela.

## Życie i nauczanie
Prorok Ezechiel pochodził najprawdopodobniej z rodziny kapłańskiej i sam był kapłanem. Data i miejsce urodzenia nie są znane. Mieszkał w Jerozolimie lub w jej okolicach, a więc prawdopodobnie w młodości spotykał proroka Jeremiasza lub przynajmniej znał jego naukę. Wprawdzie w swojej księdze nigdzie nie wspomina Jeremiasza, ale niektóre rysy jego nauczania wykazują wpływ proroka z Anatot, a poprzez niego wpływ Ozeasza. Ezechiel był osobą zaangażowaną w sprawy polityczne i religijne Izraela, o czym może świadczyć fakt, iż w 597 p.n.e. został uprowadzony wraz z dworem króla Jojakima do Babilonii, gdzie osiadł w Tell-Abib. Data i miejsce jego śmierci nie są znane.
Ok. 592 r. p.n.e. został powołany na proroka i swój urząd sprawował do ok. 570 r. p.n.e. Ezechiel, jak i jego poprzednicy prorocy, śledził wydarzenia polityczne. Odnotowuje to w swym dziele: ze sceny politycznej ustąpiła Asyria (Ez 32,22 n.), a Księstwo Północnego Izraela znalazło się w strefie wpływów Babilonii i Egiptu. Królestwo Judy, zagrożone przez Babilończyków szukało bezskutecznie pomocy u Egipcjan (Ez 17, 1 nn.; 30,20 nn.). W tym czasie, czyli w pierwszym okresie działalności (aż do 598 r. p.n.e.), prorok krytykował i piętnował wady ziomków i zapowiadał kary Boże aż do zniszczenia Królestwa Judzkiego włącznie. Na wygnaniu pocieszał i zapowiadał odrodzenie Izraela (Ez 34-37), a także mówił o nadejściu nowej rzeczywistości w czasach eschatologicznych (Ez 38-48).
Posiadał wiedzę z zakresu historii i zagadnień społeczno-politycznych. Odnotował ruchy wojsk Nabuchodonozora (Ez 21,23 nn.). Wiedział również o wrogim nastawieniu i postępowaniu narodów ościennych, Ammonitów (Ez 25,2 nn.) i Edomitów (Ez 25, 12 nn.) Śledził na bieżąco wydarzenia zachodzące w ojczyźnie. Obok tej wiedzy o charakterze historycznym, stykamy się u niego ze znajomością tradycji o charakterze mitologicznym czy baśniowym (Ez 16,1 nn.; 28,11 nn.; 31,1 nn.) Wykorzystanie tego materiału i połączenie go z innymi elementami przepowiadania są charakterystyczne dla Ezechiela i świadczą o jego wielkiej sile twórczej. Znał także przekazy dotyczące tradycji historiozbawczej i sakralno-prawnej.

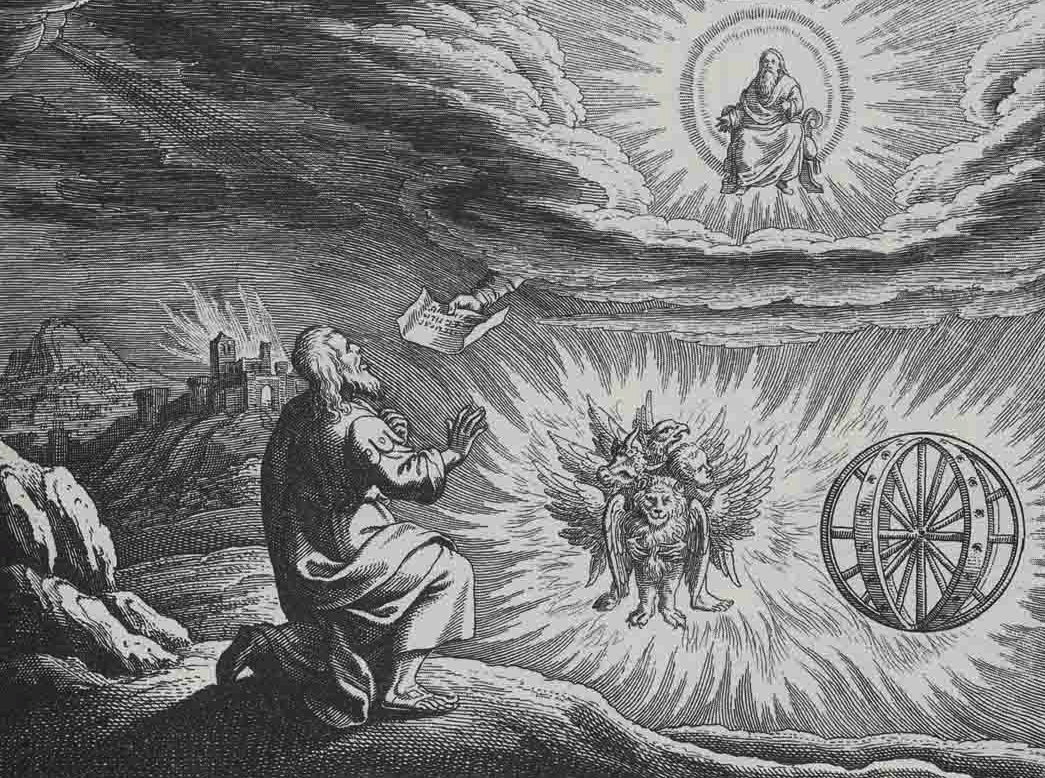
Wizja Ezechiela

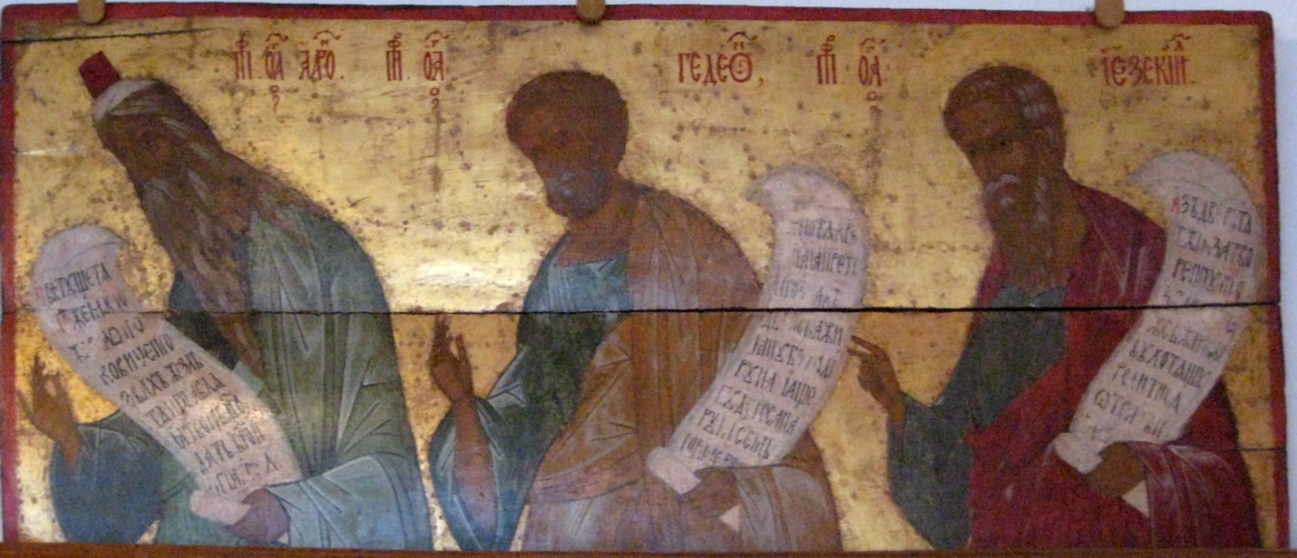
Ezechiel (po prawej), Monastyr Świętego Cyryla Biełozierskiego

Największy wpływ wywarł na jego myśl i nauczanie pobyt na wygnaniu. Przywiązany całym sercem i umysłem do tradycji narodowych i rodzinnych, myślał i pisał o swojej ojczyźnie. Wywodząc się z rodziny kapłańskiej, Ezechiel z wielką czcią odnosił się do kultu świątynnego, którego jednak nie mógł sprawować na obczyźnie. Uważał się za stróża Izraela i duszpasterza, którego posługiwanie i cierpienie miały być znakiem dla Izraelitów. Jego idee wywarły wpływ na hagiografów Starego i Nowego Testamentu oraz na wspólnotę z Kumran. Uważa się go za ojca judaizmu, bo Żydzi przejęli wiele z jego idei, np. troskę o kult świątyni i Tory, o świętość itp. Jego wspomnienie obchodzone jest zgodnie z Martyrologium Rzymskim 23 lipca.

## Księga Ezechiela
Księga Ezechiela powstała już po przesiedleniu. Została napisana w języku hebrajskim, głównie prozą. Odróżnia ją od innych ksiąg prorockich Starego Testamentu logiczny i chronologiczny układ treści.
Mimo iż prorok nie mógł służyć w świątyni z powodu niewoli, Księga Ezechiela ma bardzo kapłański charakter – znajdują się w niej liczne widzenia i proroctwa związane z samą świątynią. Prorok piętnuje w księdze niewierność Izraela i zapowiada karę za jego grzechy. Jednocześnie księga zawiera treści mesjańskie i zapowiedź nowego przymierza.
Księga Ezechiela jest zaliczana do kanonu Biblii przez wyznawców judaizmu i chrześcijaństwa.

## Ezechiel w chrześcijaństwie
Izydor z Sewilli w pracy zatytułowanej „De ortu et obitu patrum” pisze o męczeńskiej śmierci Ezechiela. W tradycji chrześcijańskiej uchodzi za trzeciego z wielkich proroków. W Kościele Grecji wspomnienie liturgiczne przypadało w różnych okresach na 20, 21 lub 23 lipca, w Kościele łacińskim niegdyś 10 kwietnia, obecnie 23 lipca, za czym wierni modlą się do Boga za jego wstawiennictwem.

## Ezechiel w Koranie
Prorok Ezechiel jest utożsamiany z Dhu'l-Kiflem (Dulkefl, Dhul-Kifl, różnice wynikające z transkrypcji), jednym z dwudziestu czterech biblijnych proroków uznawanych przez Islam. Wspomina o nim 21 Sura Koranu:
Przypomnij Izraela, Enocha, Dulkefla, oni w pokorze cierpieli. Dozwoliłem im cieszyć się mojemi względami, ponieważ cnotliwi byli. (21:85-86)